# Sara Lindborg (zapaśniczka)
Sara Johanna Lindborg (ur. 8 lipca 1998) – szwedzka zapaśniczka walcząca w stylu wolnym. Olimpijka z Paryża 2024, gdzie zajęła dziesiąte miejsce w kategorii do 62 kg. Piąta na mistrzostwach świata w 2021 roku. 
Srebrna medalistka mistrzostw Europy w 2025 i brązowa w 2020; piąta w 2023 i 2024. Siódma na igrzyskach europejskich w 2019. Ósma w Pucharze Świata w 2018. Mistrzyni nordycka w 2018. Trzecia na MŚ juniorów w 2018 i druga na ME w 2018. Mistrzyni Szwecji w 2017 roku.